# جورج كارتر (لاعب كريكت بريطاني)
جورج كارتر (4 أغسطس 1846 في المملكة المتحدة - ) (بالإنجليزية: George Carter)‏ هو لاعب كريكت بريطاني. لعب مع نادي مقاطعة هامبشاير للكريكت ‏.

## وصلات خارجية
- جورج كارتر على موقع إي آس بي آن كريك إنفو (الإنجليزية)